# Gustav Rockholtz
Gustav Rockholtz (* 20. August 1869 in Witten; † 4. September 1938 in Stockach) war ein deutscher Maler.
Rockholtz war ein Malergeselle aus Witten und ließ sich gegen Ende des 19. Jahrhunderts in den Kunstzentren Berlin und München vom deutschen Impressionismus anregen. Über Italien reiste er in den Orient, wo lichtdurchflutete und farbenfreudige Momentaufnahmen entstanden. Die Bilder, die Rockholtz ab 1903 in Kairo und auf Reisen durch Oberägypten und Palästina malte, zeugen von der künstlerischen Auseinandersetzung mit Max Liebermann, Lovis Corinth oder Max Slevogt. Als Deutscher war Rockholtz 1914 bis 1919 in Zivilgefangenschaft auf Malta. Seine letzten 20 Lebensjahre verbrachte er in Stockach. Seine letzte Heimat hielt Rockholtz in zahlreichen Gemälden fest, die ein längst vergangenes Stadtbild dokumentieren. Idyllische Bodenseelandschaften und Reiseimpressionen aus dem Tessin ergänzen das Spätwerk.

## Leben
Gustav Rockholtz kam 1869 als Kind des Glasmachers Wilhelm Rockholtz und seiner Frau Ida, geb. Schürmann, zur Welt. Nach der Schulzeit absolvierte er eine Malerlehre: Gustav Rockholtz wird 1887 in den Adressbüchern der Stadt Witten als Lehrling und Anstreicher bezeichnet. Dort findet sein Name 1890 letztmalige Erwähnung. Nach seinem Militärdienst ging Rockholtz auf Reisen. In den letzten Jahren des 19. Jahrhunderts ließ Rockholtz sich in Berlin und München zum Kunstmaler ausbilden: Drei Jahre studierte er in München an der Kunstakademie und bildete sich danach in Italien weiter.:2
Spätestens 1903 ging er in den Orient und lebte bis 1914 hauptsächlich in Ägypten. Er soll sechs oder sieben Sprachen, darunter auch Arabisch, beherrscht haben. Seine zukünftige Frau, Maria Jud, lernte Rockholtz im Deutschen Club in Kairo kennen: Die am 6. April 1884 in Schussenried geborene Maria war zu dieser Zeit bei einer Verwandten in Kairo in einer Pension beschäftigt. Gustav Rockholtz und Maria Jud heirateten am 5. Januar 1911 in Nizza während einer Südeuropareise. Vermutlich führten die Rockholtz’ zwischen 1911 und 1914 ihren Hausstand in Kairo. Fotos zeigen die beiden Eheleute auf Reisen. Die nur selten datierten Gemälde, die Zeugnis über den Aufenthalt des Malers geben, thematisieren neben Kairo auffällig häufig Assouan in Oberägypten.:2
Der Erste Weltkrieg beendete die Lebensphase im Orient. Gustav Rockholtz wurde aufgrund seiner Staatsangehörigkeit auf Malta interniert und verbrachte fünf Jahre in Zivilgefangenschaft. Seine aus Ägypten ausgewiesene Frau Maria kehrte mit einem Koffer voller Bilder ihres Mannes nach Deutschland zurück. Da die Mutter und mehrere Schwestern inzwischen in Stockach lebten, wurde der Ort auch ihr neues Zuhause. Nachdem das Gefangenenlager in La Valletta auf Malta 1919 aufgelöst worden war, konnte Gustav Rockholtz kurz vor Weihnachten des gleichen Jahres zu seiner Frau reisen.:2
Das Paar lebte vorwiegend in der Kaufhausstraße. In Stockach kamen die Söhne Walter (17. April 1921) und Rudi d. J. (28. Februar 1924) zur Welt. Die Familie Rockholtz lebte äußerst bescheiden: Gustav Rockholtz trug durch den Verkauf seiner Bilder zum Lebensunterhalt der Familie bei. Auch erteilte er hin und wieder Zeichenunterricht. Doch von der Kunst allein konnte man in den wirtschaftlich schwierigen Zeiten nicht leben. So soll er unter anderem Gemälde für Lebensmittel eingetauscht haben. Am 4. September 1938 verstarb der Künstler im Alter von 69 Jahren in Stockach. Seine Frau vermachte der Stadt am 16. März 1940 mehrere Gemälde ihres Mannes.:2–4
In Stockach wurde der Gustav-Rockholtz-Weg nach ihm benannt.

## Werke
In seinem künstlerischen Werk konzentrierte sich Gustav Rockholtz in zahlreichen Aquarellen und Ölgemälden vor allem auf die Landschaftsmalerei.
Im Frühwerk des Malers stehen neben Stillleben insbesondere norddeutsche Motive sowie Impressionen von seinen Aufenthalten in Berlin, München und Rom im Vordergrund.:5–10
Infolge des knapp zehnjährigen Aufenthaltes in Ägypten, zahlreicher Reisen durch den Vorderen Orient sowie durch Südeuropa entstanden farbenfrohe und lichtdurchflutete Momentaufnahmen. Die erhaltenen knapp fünfzig Werke zeigen hauptsächlich Motive aus Kairo, Assouan und Phylae sowie Jerusalem.:10–26
Nach fünfjähriger Gefangenschaft auf Malta durfte Gustav Rockholtz vor Weihnachten 1919 zu seiner Frau nach Stockach ausreisen. Hier entfaltete der Künstler eine enorme Produktivität. Von den über 160 erhaltenen Bildern, die von 1920 bis zu seinem Tod 1938 entstanden, befassen sich etwa einhundert der Aquarelle und Ölbilder mit Stockach, seiner näheren Umgebung sowie der Bodenseelandschaft. Neben gelegentlichen Stillleben und Porträts erweiterte Rockholtz darüber hinaus sein Spätwerk infolge einiger Reisen durch Motive aus dem Schwarzwald und dem Tessin.:35–63

## Ausstellungen
- 1991: Bürgerhaus Adler Post, Stockach, Gustav Rockholtz.
- 2005: Stadtmuseum Stockach, Vom Orient zum Bodensee – Der Stockacher Maler Gustav Rockholtz (1869–1938), Katalog: Istas, Yvonne: Vom Orient zum Bodensee. Der Stockacher Maler Gustav Rockholtz (1869–1938), Katalog zur gleichnamigen Ausstellung Stockach, Stadtmuseum im Alten Forstamt, 18. Juni bis 1. Oktober 2005. Konstanz, 2005. ISBN 3-00-015988-6